# Kristianstad
Kristianstad ([krɪˈɧanːˌstɑːd]) város Svédországban, Skåne megyében. Kristianstad község székhelye.

## Földrajz
Itt található Svédország legmélyebben fekvő pontja, 2,41 méterrel az átlagos tengerszint alatt. Emiatt a város egyes részeit gátak és vízátemelők védik az elöntéstől.

## Történelem
A várost 1614-ben alapította IV. Keresztély dán király, Christiansstad néven. Az alapítás célja az volt, hogy a dán Skåne tartomány keleti részét megvédjék az esetleges svéd támadásoktól, de emellett Keresztély hatalmának demonstrálására is szolgált. Az új települést a reneszánsz várostervezés elvei alapján tervezték meg.
A város címere két oroszlánt ábrázol, amelyek IV. Keresztély monogramját (C4) tartják. A város az 1658-as roskildei békeszerződés értelmében Svédországhoz került, de a címeren alig változtattak. 1971 óta a címert Kristianstad község használja. A város 1719 és 1997 között Kristianstad megye székhelye volt.

## Fordítás
- Ez a szócikk részben vagy egészben a Kristianstad című angol Wikipédia-szócikk ezen változatának fordításán alapul.  Az eredeti cikk szerkesztőit annak laptörténete sorolja fel. Ez a jelzés csupán a megfogalmazás eredetét és a szerzői jogokat jelzi, nem szolgál a cikkben szereplő információk forrásmegjelöléseként.

## Külső hivatkozások
- Hivatalos honlap (svéd, angol)